# Lesnoi (Khabàrovsk)
|  | Per a altres significats, vegeu «Lesnoi». |

Lesnoi (en rus: Лесной) és un poble (un possiólok) del krai de Khabàrovsk, a Rússia, que el 2012 tenia 317 habitants.